# Žičnica
Žičnica je prometna naprava za prevoz potnikov ali tovora iz doline na goro ali vrh pobočja oziroma obratno preko težko prehodnega površja, pri čemer se breme pomika po viseči jekleni vrvi napeti med postajama in podprti z nosilnimi stebri (ali jih ni).
Žičnico navadno poganja elektromotor, ki preko t. i. reduktorja obrača pogonsko kolo, okoli katerega je speljana vrv in tako vrv poganja. Na vmesnih točkah je jeklenica lahko napeljana čez nosilne stebre (npr. žičnica na Vogel), ali pa je jeklenica vpeta samo med spodnjo in zgornjo postajo - nihalka (npr. žičnica na Veliko planino). Motor se lahko nahaja na zgornji ali spodnji postaji (lahko tudi na obeh, pri večjih žičnicah). Če je motor na zgornji postaji, to pomeni večji izkoristek moči (zaradi sile teže). Napenjanje lahko opravljajo uteži, pri novejših napravah pa hidravlični ustroj. Na vlečni jeklenici so pritrjene kletke (gondole ali kabin), sedeži, vlečna držala ali drugi pripomočki za prevoz tovora, ki se premikajo po mirujoči nosilni jeklenici (žičnica z dvema jeklenicama, eno nosilno in eno vlečno), ali pa se premikajo skupaj z jeklenico (krožna žičnica s stalnim vpetjem).

## Razdelitev
Žičnice se delijo na žičnice za prevoz ljudi, potniške, in na žičnice za prevoz tovora.

### Osebne žičnice
Potniške žičnice so namenjene za prevoz ljudi, predvsem izletnikov, delijo se na:
- nihalne žičnice
- sedežne žičnice
- večsedežne žičnice (dvo-, tri-, štiri-,šest-, osemsedežnice)
- žičnice s kletkami (gondolske oz. krožnokabinske)
- vlečnice (za enega ali dva smučarja)
- žičnice z dvojnim vpetjem, t. i. funitel

### Tovorne žičnice
Tovorne žičnice so namenjene za prevoz  rude iz rudnikov ali lesa iz gozdov in opreme za oskrbo planinskih koč. Tovorne žičnice delimo na:
- rudniške žičnice
- gozdne žičnice
- težnostne žičnice (gozdna spuščalka)

## Opis

### Žičnica s kletkami (krožnokabinska žičnica)
- primer: dostopna žičnica na Krvavec
- potniki se prevažajo v več kabinah, ki se navadno odklopijo z vlečne vrvi v postajah, kjer jih po vodilih poganjajo druga kolesa.
- visoke hitrosti - pribl. 6 m/s oz. 20 km/h
- dolžina: 0,5 - 6 km in več

### Nihalka
- primer: dostopna žičnica na Veliko planino, Vogel
- potniki se prevažajo v 1 - 2 kabinah (za več oseb, do 100)
- visoke hitrosti - pribl 10 m/s oz. 35 km/h
- dolžina: 1 - 3 km in več

### Sedežnica
- primer: sedežnica Vitranc v Kranjski Gori
- več sedežev: 50 - 200
- sedeži z varovali za 1 - 6 oseb
- delimo jih na stalno vpete in odklopne
  - stalno vpete sedežnice se ne odklopijo z vlečne vrvi in imajo stalno enako hitrost (do 2,8 m/s oz. 10 km/h). Uporabljajo se za krajše razdalje (največ 1700 m)
  - odklopne sedežnice se odklopijo z vlečne vrvi - na postajah se hitrost zmanjša zaradi udobnejšega in varnejšega vstopanja in izstopanja (največja hitrost pribl. 5 m/s oz. 18 km/h). Uporabljajo se za različne razdalje (0,5 - 3 km in več).

### Smučarska vlečnica
- primer: vlečnica
- smučarji drsijo po podlagi, vlečejo jih propomočki, t. i. sidra (2 osebi) ali krožci (1 oseba)
- uporabljajo se tudi nizkovrvne vlečnice (za začetnike)
- dolžina: nizkovrvne do 100 m; sidra ali krožci 100 - 1000 m in več (izjemoma)
- hitrost: 0,5 - 4 m/s oz. 2 - 12 km/h

### Zbližana žičnica
- nekaj kletk (do 5) za 4 - 8 oseb
- različica se ni obdržala

### Žičnica s košarami
- podobno krožnokabinski žičnici
- namesto zaprtih kletk so nameščene odprte za 2 osebi
- navadno stalno vpete naprave s hitrostjo sedežnic (do 3 m/s)

## Žičničarstvo v Sloveniji
Intenzivno postavljanje žičnic v Sloveniji se je začelo v 60. letih 20. stoletja in traja še danes. Prva sedežnica, postavljena v Sloveniji, je sedežnica Habakuk na Mariborskem Pohorju, postavljena leta 1952. Prvo vlečnico so leta 1947 postavili na Črnem vrhu nad Jesenicami. Prva nihalka v Sloveniji je postavljena 1963, in sicer na Veliko Planino (posebnost: pogon potopljene ruske podmornice). Prvo krožnokabinsko žičnico so leta 1957 postavili na Mariborskem Pohorju, prvo dolgo sedežnico v Sloveniji so 1958. postavili na Krvavcu (z dvojnimi sedeži in zaprtimi kabinami), odklopnega tipa, in je obratovala do leta 1972.

## Proizvajalci

### Slovenski proizvajalci žičnic
- Metalna
- Žičnica Ljubljana
- Lesna
- Bizjak
- Tomos

### Vidnejši proizvajalci žičnic sedanjega časa
- Leitner ropeways
- Doppelmayr Garaventa
- Poma

### Vidnejši (še preostali) proizvajalci preteklega časa
- Graffer (najpogostejši proizvajalec, ki je v dobi 1970 - 1990 izdeloval žičnice v Sloveniji)
- Yan Lifts (predvsem v Ameriki)
- Girak (kasneje Girak Garaventa)
- Von Roll
- Agudio